# Vexillum sanctahelenae
Vexillum sanctahelenae là một loài ốc biển nhỏ, là động vật thân mềm chân bụng sống ở biển trong họ Costellariidae.

## Miêu tả
The shell grows to a size of 5 mm

## Phân bố
Loài này phân bố ở Đại Tây Dương dọc theo St. Helena.